# Racconti di mare e di costa
Racconti di mare e di costa (titolo orig. Twixt Land and Sea Tales) è una raccolta di racconti in lingua inglese dello scrittore polacco-britannico Joseph Conrad, pubblicata per la prima volta nel 1912.

## Racconti
I tre racconti contenuti nella raccolta erano apparsi in precedenza su alcune riviste letterarie: 
- Un briciolo di fortuna o Un colpo di fortuna (A Smile of Fortune) su London Magazine del 1911
- Il compagno segreto (The Secret Sharer) su Harper's Magazine del 1910
- Freya delle sette isole (Freya of the Seven Isles) su Metropolitan Magazine del 1912

## Storia
Nelle Note ai suoi libri, Conrad afferma che l'unico legame tra i tre racconti è di tipo geografico, essendo ambientati tutti nella regione dell'Oceano Indiano, dove l'autore visse prima di ritornare in Europa. Conrad afferma inoltre che, nonostante la loro forma autobiografica, i racconti non sono raccontano esperienze personali. Il racconto intitolato Il compagno segreto  (The Secret Sharer) è stato scritto molto prima degli altri due. Prima di essere raccolti in volume, i tre racconti erano stati pubblicati su riviste inglesi e americane. La raccolta ebbe una buona accoglienza di pubblico: la prima edizione inglese ebbe una tiratura di 3 600 copie, un numero maggiore dei volumi di Conrad pubblicati in precedenza.

## Edizioni
- (EN) 'Twixt Land and Sea, collana The wayfarer's library, 1ª ed., London, J. M. Dent, 1912.
- Racconti di mare e di costa, collana Universale Einaudi ; 65, traduzione di Piero Jahier, Torino, G. Einaudi, 1946.
- Racconti di mare e di costa, collana Biblioteca moderna Mondadori ; 546, traduzione di Piero Jahier, Milano ; Verona, A. Mondadori, 1958.
- I grandi romanzi  e i racconti, traduzione di Flaminio Di Biagi (Il compagno segreto) ; Nicoletta Rosati Bizzotto (Un colpo di fortuna ; Freya delle Sette Isole), Introduzione di Filippo La Porta, Roma, Newton Compton editori, 2013, ISBN 978-88-541-4921-2.
- Fra terra e mare : racconti, collana Letture Einaudi ; 70, traduzione di Daniel Russo, prefazione di Giuseppe Sertoli, Torino, Einaudi, 2016, ISBN 978-88-06-22312-0.